# 영국공주 (명 태조 홍무제)

영국공주 주씨(寧國公主 朱氏, 1364년 ~ 1434년 9월 7일)는 명나라 초기 ~ 전기의 공주로, 명 태조(주원장)의 차녀다. 명 태조와 효자고황후 마씨의 첫째 딸로, 안경공주의 동복 언니이다.

## 생애
그녀는 1364년 당시 원(元)나라의 반원토원군 장수 신분이었던 주원장(朱元璋)의 적차녀(嫡次女)로 출생하였고 그녀가 4세 시절이었던 1368년 아버지 주원장(朱元璋)이 원 제국(元 帝國) 토벌 대업을 성사하여 끝끝내 명 제국(明 帝國)을 개창하고 명나라 초대 황제 보위에 오르자 이후 그녀 또한 공주(公主) 칭호를 받았으며 1379년 3월 2일에 그녀는 매은(梅殷)과 결혼하였고 이후 그와의 사이에서 슬하 2남을 두었으며 1403년에는 동복 오빠인 영락제 주체로부터 영국대장공주(寧國大長公主)라는 작위에 진봉되었고 1405년 부군(夫君)과 사별하였다.

## 가계
- 아버지 : 명 태조 주원장(홍무제)
- 어머니 : 효자고황후 마씨
  - 오빠 : 의문태자 주표
  - 오빠 : 진민왕 주상
  - 오빠 : 진공왕 주강
  - 오빠 : 연왕 → 명 성조 주체(영락제)
  - 오빠 : 주정왕 주숙
  - 본인 : 영국공주 주씨
  - 남편 : 매은(梅殷, ? ~ 1405년)
    - 아들 : 매순창(梅順昌)
      - 손자 : 매경(梅敬)

    - 아들 : 매영정(梅永貞)
      - 손자 : 매영선(梅永善)
        - 증손 : 매왕(梅旺)

    - 아들 : 매경복(梅景福)
      - 손자 : 매겸(梅謙)
        - 증손 : 매림(梅霖)

    - (계통 불명)
      -         - 증손 : 매순(梅純)
        - 증손 : 매준(梅俊)
        - 후손 : 매세공(梅世功)

  - 여동생 : 안경공주 주씨